# Sphaeradenia
Sphaeradenia är ett släkte av enhjärtbladiga växter. Sphaeradenia ingår i familjen Cyclanthaceae.

## Dottertaxa tillSphaeradenia, i alfabetisk ordning[1]
- Sphaeradenia acutitepala
- Sphaeradenia alba
- Sphaeradenia alleniana
- Sphaeradenia amazonica
- Sphaeradenia angustifolia
- Sphaeradenia asplundii
- Sphaeradenia brachiolata
- Sphaeradenia buenaventurae
- Sphaeradenia carnosa
- Sphaeradenia chiriquensis
- Sphaeradenia columnaris
- Sphaeradenia compacta
- Sphaeradenia crassiceps
- Sphaeradenia crocea
- Sphaeradenia cuatrecasana
- Sphaeradenia danielii
- Sphaeradenia distans
- Sphaeradenia duidae
- Sphaeradenia fosbergii
- Sphaeradenia garciae
- Sphaeradenia gigantea
- Sphaeradenia hamata
- Sphaeradenia horrida
- Sphaeradenia killipii
- Sphaeradenia laucheana
- Sphaeradenia lemaensis
- Sphaeradenia magniglobula
- Sphaeradenia marcescens
- Sphaeradenia meridionalis
- Sphaeradenia occidentalis
- Sphaeradenia oligostemon
- Sphaeradenia oxystigma
- Sphaeradenia pachystigma
- Sphaeradenia pallida
- Sphaeradenia perangusta
- Sphaeradenia praetermissa
- Sphaeradenia proboscidifera
- Sphaeradenia pterostigma
- Sphaeradenia pulchra
- Sphaeradenia purpurea
- Sphaeradenia rhodocephala
- Sphaeradenia rostellata
- Sphaeradenia sanctae-barbarae
- Sphaeradenia scandens
- Sphaeradenia sphagnicola
- Sphaeradenia stenosperma
- Sphaeradenia steyermarkii
- Sphaeradenia stylosa
- Sphaeradenia vallensis
- Sphaeradenia versicolor
- Sphaeradenia virella
- Sphaeradenia woodsonii